# Ribautiana parapiscator
Ribautiana parapiscator är en insektsart som beskrevs av Erhard Christian 1953. Ribautiana parapiscator ingår i släktet Ribautiana och familjen dvärgstritar. Inga underarter finns listade i Catalogue of Life.